# Семченко, Дмитрий Платонович
Дми́трий Плато́нович Се́мченко (1902—1990) — советский учёный-химик, профессор (1956), доктор технических наук (1954), ректор Новочеркасского политехнического института в 1938—1939 и 1949—1952 годах.
Почётный химик СССР. Специалист в области электрохимии. Семченко со своим аспирантом, а затем профессором — К. Г. Ильиным — впервые в мире удалось решить проблему синтеза хлоратов и перхлоратов из раствора соляной кислоты и создать научную школы электрохимического синтеза хлоратов и перхлоратов.

## Биография
Родился 23 сентября 1902 года в Таганроге в многодетной семье почтальона Платона Алексеевича, участника Русско-японской войны, и его жены Матрёны Ивановны.
В 1930 году окончил Донской политехнический институт (ДПИ). Оставлен на химико-технологическом факультете в должности ассистента. В 1931—1933 годах — аспирант. Кандидат технических наук (1933), доцент (1934).
Участник Великой Отечественной войны. Разработал запал для противотанковых зажигательных бутылок, предложил состав смазочных масел, используемых в танках. Закончил войну в Берлине весной 1945 года в звании инженер-майора. Затем был уполномоченным Министерства высшего и среднего специального образования СССР в Германии (1945—1946).
Заведующий кафедрой физической и коллоидной химии института (1937—1941, 1945—1951, 1954—1976), декан химико-технологического факультета ДПИ (1929—1930), директор Северо-Кавказского химико-технологического института (1930), начальник учебной части (1936—1937), заместитель директора по учебно-научной работе (1940—1942), директор (1938—1939) Новочеркасского индустриального института, директор (1949—1952), заместитель директора по учебной работе (1954—1962) Новочеркасского политехнического института.
В 1948−1949 годах — заместитель директора Гидрохимического института АН СССР в Новочеркасске.
Автор (совместно с А. Г. Стромбергом) учебника «Физическая химия» для химико-технологических вузов.
Умер в 1990 году.

## Семья
Был женат на Калмыковой Вере Михайловне (1904—1978), в семье росли дети — Адриан Дмитриевич (род. 1931) и Владимир Дмитриевич (род. 1936).

## Публикации
- Стромберг А. Г., Семченко Д. П. Физическая химия: Учебник для химических специальностей вузов / Под ред. А. Г. Стромберга. — 7-е изд., стереотипное. — М.: Высшая школа, 2009. — 527 с: ил. — 3000 экз. — ISBN 978-5-06-006161-1

Предыдущие издания:
Стромберг А. Г., Семченко Д. П. Физическая химия / Под ред. А. Г. Стромберга. — М.: Высшая школа.
- 1 изд.: 1973. — 468 с.
- 2 изд.: 1988. — 496 с. (испр.)
- 3 изд.: 1999. — 527 с. (испр. и доп.)
- 4 изд.: 2001. — 527 с. (испр.)
- 5—7 изд.: 2003—2009. — 527 с. (стереотипные)

## Награды
- Награждён орденами Отечественной войны II степени, Красной Звезды, Трудового Красного Знамени (дважды), а также медалями, в числе которых «За победу над Германией в Великой Отечественной войне 1941—1945 гг.»